# Givenchy-lès-la-Bassée
Givenchy-lès-la-Bassée – miejscowość i gmina we Francji, w regionie Hauts-de-France, w departamencie Pas-de-Calais.
Według danych na rok 1990 gminę zamieszkiwały 803 osoby, a gęstość zaludnienia wynosiła 206 osób/km² (wśród 1549 gmin regionu Nord-Pas-de-Calais Givenchy-lès-la-Bassée plasuje się na 627. miejscu pod względem liczby ludności, natomiast pod względem powierzchni na miejscu 771.).